# Сімейне пограбування
«Сімейне пограбування» (фр. Mes trésors; в оригіналі гра слів — «сімейні цінності/скарби») — французький комедійно-пригодницький фільм 2017 рік. У головних ролях: батько — Жан Рено та його дочки — Рім Керісі і Каміль Шаму.
Високопрофесійний злодій хоче помститися своєму колишньому партнеру, який його зрадив. Для цього Патрі́к звертається по допомогу до своїх дочок, Кароліни та Керол, які народжені різними жінками та досі не знали про існування одна одної.
Прем'єра фільму у Франції відбулася 4 січня 2017 року, в Україні прокат розпочався 21 січня.

## Творці фільму
- Режисер: Паскаль Бурдьо
- Сценаристи: Кароль Жакоббі, Мішель Жакоббі, Джульєтт Сейлс та інші.

Актори
- Жан Рено / Jean Reno — Патрік
- Рім Керісі / Reem Kherici — Кароліна
- Каміль Шаму / Camille Chamoux — Керол
- Паскаль Демолон / Pascal Demolon — Ромен
- Алексис Михалик / Alexis Michalik — Гійом
- Бруно Санчес / Bruno Sanches — Фред
- Наталія Вербеке / Natalia Verbeke — Джуліанна ван Гаал
- Аморі Казаль / Amory Cazal — Тобіас ван Гаал

## Цікаві факти
- За словами режисера, він не збирався братися за постановку фільму, проте змінив своє рішення після прочитання сценарію.
- На одну з ролей розглядалася Фамке Янссен, однак у підсумку вона вибула з проекту.
- Ескізи маскарадних костюмів головного героя створювалися режисером разом з художниками прямо на знімальному майданчику.
- Рім Керісі була запрошена на зйомки у фільмі без кастингу і прослуховувань після того, як Бурдо захопила її гра у фільмі «Париж будь-якою ціною» (фр. Paris a tout prix, 2013).[3]